# Diel (Szypska Fatra)
Diel (770 m) – szczyt w Wielkiej Fatrze na Słowacji. Wznosi się w jej części zwanej Szypską Fatrą.
Diel wznosi się we wsi Komjatná w prawych zboczach Komjatnianskiej doliny. Po jego zachodniej stronie wznosi się sporo wyższa Hrdošná skala (902 m). Diel jest porośnięty lasem, w którym znajduje się kilka zarastających polan. Nie prowadzi nim żaden znakowany szlak turystyczny.